# ابن الشبل البغدادي
ابن الشبل البغدادي (وُلِد عام 401 هـ في حيّ الحريم الطاهري بِبغداد، العراق - وتُوفي 20 محرم، 473 هـ في بغداد، العراق)، هُو أديب وشاعر وفيلسوف وطبيب وفقيه ولغوي وفلكي عباسي.

## اسمه ونسبه
ذكر أغلب من أّرخ له أنّ اسمه هُوّ أبو عليّ محمّد بن الحسين بن عبد الله بن أحمد بن يوسف بن الشبل بن أُسامة البغداديّ، بينما سمّاه ابن أبي أصيبعة أبو علي الحسين بن عبد اللّه بن يوسف بن شبل، أما الصفدي فقد قال بعد أن ذكر الاسم الأول: «وزعم بعضهم أنه الحسين بن عبد الله.»

## مولده ونشأته
وُلِد ابن الشبل البغدادي في حيّ الحريم الطاهري بِبغداد عام 401 هـ حسبما ذكر ياقوت الحموي وابن النجار. نشأ في بغداد وتعلّم على يد علماؤها وكان مِما درسه على أيديهم الطب والفقه والفلك والشعر والأدب والنحو والصرف والفلسفة.

## ما جاء عنه
نبغ في كُلٍ من طب العيون واللغة العربية والفلسفة والفلك والشعر والفقه، وأبرز ما اشتهر به هُوّ شِعره وحكمته وقد كان دائماً محط ثناء عند المؤرخين إذ قال فيه ابن أبي أصيبعة صاحب كِتاب عيون الأنباء في طبقات الأطباء بعدما ذكر شيئاً من طبه:
«كان حكيمًا فيلسوفاً، ومتكلمًا فاضلاً، وأديبًا بارعاً، وشاعرًا مجيداً.»
وقال فيه علي الباخرزي المُعاصر له:
وبِبغداد ابن شبلها الخادر في قصباتهاوابن نحريرها النحرير بين شُعرائها 
ويقول ياقوت الحموي:
«كان متميّزاً بالحكمة والفلسفة، خبيراً بصناعة الطب، أديباً فاضلاً، وشاعراً مجيداً.»
أما ابن النجار فيقول في ترجمته:
«وهو أحد المجوّدين مِن الشعراء.»
ويقول القفطي:
«أحد الشعراء المجوّدين، وكان قيماً بصناعة الشعر، انتشر ديوانه وشعره في الأقطار.»
وقال ابن خلكان:
«وهو أحد شعراء العراق المجيدين المتأخرين.»
ويقول عنه ابن أخ السلطان صلاح الدين الأيوبي وهو الملك والجغرافي والمؤرخ تقي الدين عمر الأيوبي في كِتابه أخبار الملوك ونزهة الممالك والمملوك في طبقات الشعراء:
«كان شاعراً مفلقاً، مجيداً محسناً.»
أما الصفدي فقد وصفه في ترجمته بِالشاعر الحكيم وقال واصِفاً شعرهـ:
«وشعره جيّد كثير، وقد عدّه ابن أبي أصيبعة في جملة الأطبّاء.»
كما يُعّد ابن الشبل البغدادي مِن ظرّاف وندماء بغداد المشهورين على الرغم من علوّ منزلته ورفعة قدره إذ كان على علاقات وديّة طيّبة مع كبار رجالات عصره وأعيانه، وخاصّةً ابن قراوش، ومحمّد بن الحسين، ودبيس بن صدقة، ومعتمد الدولة بن جهير، وغيرهم مشاهير العِلم والحُكم في بغداد.

## شِعره وديوانه
لعل أكثر ما برز به ابن الشبل بعد طب العيون هُوّ الشِعر، كان الغالب على شِعره هُوّ الحِكم والمواعظ والتدبر، وكان غالباً ما يقتبس جُملاً وعبارات من القرآن ويستعمل في شِعره الكثير من الأساليب القرآنيَّة وهذا زاد مِن بيان وطلاوة قصائده.
له ديوان شهير كان أول من ذكره ابن النجار فيالقرن السابع الهجري ثُمّ تبعه في ذلك القفطي ومن بعدهم ذكره أيضاً الذهبي وصلاح الدين الصفدي. ولكن هذا الديوان فُقِد وضاع كما ضاعت أكثر أشعار وقصائد ابن الشبل مرور السنوات والدهور، ولم يصل لنا في العصر الحالي إلا عشرين قصيدة من قصائد ابن الشبل الكثيرة، وقد قام ابن أبي أصيبعة بجمع أغلب قصائده الموجودة اليوم.
أشهر قصائده الباقية هيّ قصيدة بلاغية تحكي عن الحكمة وقد نُسِبت إلى ابن سينا وذلك خلط من الناس لأنّ ابن الشبل يتشارك الكثير مع ابن سينا فكنيته «أبو علي» نفس كنية ابن سينا واسم والده ابن الشبل نفس اسم والد ابن سينا وأيضاً هناك من زعم أن ابن الشبل اسمه الحسين بن عبد الله وهذا اسم ابن سينا الحقيقي، كُلّ ذلك ساهم في نسبة القصيدة إلى ابن سينا وهي في واقع الأمر ليست كذلك.
وهذه القصيدة هي:
يقول ابن أبي أصيبعة عن هذه القصيدة:
| ابن الشبل البغدادي                   | هذه القصيدة من جيد شعره، وهي تدل على قوة اطلاع في العلوم الحكمية والأسرار الإلهية | ابن الشبل البغدادي |
| — كتاب عيون الأنباء في طبقات الأطباء |                                                                                   |                    |
وعِندما تُوفيّ أحمد بن الحُسين أخ ابن الشبل قال يرثيه:

## وفاته
حسبما ذكر القفطي نقلاً عن ابن المارستانية تُوفيّ بِيوم السبت 20 محرم، 473 هـ في بغداد، العراق، ودُفِن يوم الأحد في مقبرة دار حرب، وقال الذهبي أنّ عُمره حينئذٍ 72 عاماً.

## وصلات خارجية
- ابن الشبل البغدادي في موسوعة المعرفة.
- ديوان ابن الشبل البغدادي كاملِاً